# Zogoré
Pour le département, voir Zogoré (département).
Zogoré est une commune rurale et le chef-lieu du département de Zogoré situé dans la province du Yatenga de la région Nord au Burkina Faso.

## Géographie
Zogoré se trouve à environ 35 km au sud-ouest du centre de Ouahigouya, le chef-lieu de la province. La ville est traversée par la route nationale 10 allant de Ouahigouya à Tougan.

## Histoire
Zogoré (et la communauté de communes du département) est jumelé depuis 1987 avec la ville de Linselles dans le département du Nord en France.

## Économie
L'économie de Zogoré est principalement basée sur l'agro-pastoralisme, et le commerce marchand et de bétail.

## Santé et éducation
Zogoré accueille un centre de santé et de promotion sociale (CSPS) tandis que le centre hospitalier régional (CHR) se trouve à Ouahigouya.
La ville possède plusieurs écoles primaires publiques (A et B) et privée (médersa), un collège d'enseignement général (CEG) et le lycée départemental. Elle accueille également un centre d'enseignement polyvalent.